# Алёхина, Мария Владимировна
Мари́я Влади́мировна Алёхина (род. 6 июня 1988, Москва) — российская общественная деятельница, художница-акционистка, правозащитница. Участница феминистской панк-группы Pussy Riot, соосновательница (вместе с Надеждой Толоконниковой) интернет-СМИ «Медиазона» и организации по защите прав заключённых «Зона права», бывшая участница арт-группы «Война».
Получила известность в мире в связи с уголовным преследованием за акцию «Панк-молебен „Богородица, Путина прогони!“» 21 февраля 2012 года в храме Христа Спасителя. За участие в данной акции была арестована и приговорена к лишению свободы на срок 2 года по статье «Хулиганство» (ч. 2 ст. 213 УК РФ). Amnesty International из-за «тяжести реакции российской власти» назвала Алёхину узником совести. Фактически провела в колонии 1 год 9 месяцев. После освобождения из колонии занялась правозащитной деятельностью.

## Биография
Родилась 6 июня 1988 года в Москве в неполной семье. Марию воспитывала мать. С отцом впервые увиделась в возрасте 21 года. По вероисповеданию православная.
С декабря 2008 года участвовала в акциях «Greenpeace» по спасению заказника «Большой Утриш», а в 2009—2010 гг. — по защите озера Байкал и Химкинского леса. Активный волонтёр благотворительного добровольческого движения «Даниловцы», проводила волонтёрские творческие и развивающие занятия с пациентами Детской психиатрической больницы № 6 Москвы.
Мария — поэт и участница курсов литературы Дмитрия Веденяпина и Андрея Кубрика. На момент ареста была студенткой 4-го курса Института журналистики и литературного творчества.

### Акция Pussy Riot и уголовное преследование
21 февраля 2012 года в храме Христа Спасителя Алёхиной, Надеждой Толоконниковой, Екатериной Самуцевич и ещё двумя, оставшимися анонимными участницами Pussy Riot была проведена акция, названная группой «панк-молебен» «Богородица, Путина прогони!» По материалам выступления был смонтирован и выложен на YouTube видеоролик. Против участниц акции было возбуждено уголовное дело по обвинению в хулиганстве, а в августе того же года Алёхина и Толоконникова были приговорены к двум годам лишения свободы с отбыванием в колонии общего режима.
В своём последнем слове на процессе по делу Pussy Riot Алёхина сказала

«Для меня лишь этот процесс имеет статус “так называемого” процесса. И я вас не боюсь. Я не боюсь лжи и фикции, плохо задекорированного обмана в приговоре так называемого суда. Потому что вы можете лишить меня так называемой свободы. А именно такая сейчас существует в России. А моей внутренней свободы никому не отнять».

В декабре 2012 Алёхина, в числе участниц Pussy Riot, вошла в список самых впечатляющих людей года по версии американского новостного портала Business Insider, где группа заняла в списке 15-е место из 20.
Главным достижением акционисток издание назвало не само выступление в храме Христа Спасителя, а то хладнокровие, с которым они встретили «чрезмерную реакцию со стороны путинского аппарата».
Алёхина отбывала наказание в женской ИК-28 в Березниках в Пермском крае, в августе 2013 года была переведена в ИК-2 в Нижегородской области.
23 декабря 2013 года Алёхина, как и Надежда Толоконникова, вышла на свободу за два месяца до истечения первоначального срока заключения (март 2014 года). После освобождения они первым делом встретились в Красноярске, чтобы обсудить совместный правозащитный проект «Зона права», направленный на защиту прав заключённых: о нём они рассказали на специальной пресс-конференции в Москве. В качестве своего морального ориентира Мария назвала писателя и диссидента Владимира Буковского, с биографией которого она ознакомилась в колонии.

### Другие акции
20 декабря 2017 года участницы Pussy Riot провели акцию у здания УФСБ на Лубянской площади. Они развернули баннер с надписью: «С днём рождения, палачи». Акция была приурочена к 100-летию учреждения ВЧК — предшественницы НКВД и ФСБ. В ходе акции Мария Алёхина была задержана.
В феврале 2018 года Алёхина поехала в Крым, чтобы принять участие в акции в поддержку украинского режиссёра Олега Сенцова. Из-за посещения Крыма она попала в базу сайта «Миротворец».
В апреле 2018 года суд признал Алёхину виновной в организации незаконной акции и назначил ей 100 часов обязательных общественных работ. Алёхина заявила, что намерена проигнорировать наказание.
В июле 2018 года была оштрафована на 400 тыс. рублей за уклонение от обязательных работ, к которым суд приговорил её за участие в двух акциях у здания ФСБ на Лубянке.
В июле 2018 года участники проекта «Декоммунизация» вместе с Марией Алёхиной обратились к мэру Москвы с требованием передать расстрельный дом на Никольской в ведение музея ГУЛАГа. На расстрельный дом ими был повешен плакат с надписью «Меня зовут Тамара. Я была студенткой второго курса. В этом доме меня и 31 445 человек приговорили к смерти. Никто из нас не хотел умирать. Но мэру Москвы было всё равно».
27 января 2021 года была задержана по «санитарному делу» — по обвинению в нарушении санитарно-эпидемиологических норм в ходе протестов в Москве 23 января 2021 года. По этому делу признана политзаключённой организацией «Мемориал». 10 сентября 2021 года Марию Алехину приговорили по этому делу к одному году ограничения свободы. В течение года она должна быть дома с десяти вечера до шести утра, ей нельзя выезжать за пределы Москвы и участвовать в массовых мероприятиях.
27 февраля 2022 года была задержана в Москве тремя мужчинами в штатском.
21 апреля 2022 года Пресненский суд Москвы заменил Алёхиной неотбытую часть наказания по «санитарному делу» (21 день) на лишение свободы на том основании, что она опаздывала домой и срывала в знак протеста против вторжения России на Украину электронный браслет для слежения.
26 апреля 2022 года МВД России объявил Алёхину в розыск.
10 мая 2022 года стало известно, что Алёхина бежала в Литву. В 2023 году после её переезда в Исландию альтинг присвоил ей исландское гражданство, .
18 сентября 2024 года МВД объявило в розыск Алехину и ещё нескольких участниц Pussy Riot. По информации ТАСС, дело в их отношении может быть заведено по статье, касающейся финансирования терроризма.

## Личная жизнь
В 2007 году родила сына Филиппа.

## Роли в театре
- «Burning Doors» — Мария Алёхина (Белорусский свободный театр)[32]

## Фильмография
- «Карточный домик» (3 сезон) — камео